# Agelena australis
Agelena australis es una especie de araña del género Agelena, familia Agelenidae. Fue descrita científicamente por Simon en 1896.

## Distribución
Esta especie se encuentra en Sudáfrica.